# Лос Молинос (Калифорнија)
Лос Молинос (енгл. Los Molinos) насељено је место без административног статуса у америчкој савезној држави Калифорнија.

## Демографија
По попису из 2010. године број становника је 2.037, што је 85 (4,4%) становника више него 2000. године.
| Група             | 2000.         | 2010.         |
| Белци             | 1.420 (72,7%) | 1.385 (68,0%) |
| Афроамериканци    | 6 (0,3%)      | 0 (0,0%)      |
| Азијати           | 9 (0,5%)      | 7 (0,3%)      |
| Хиспаноамериканци | 465 (23,8%)   | 537 (26,4%)   |
| Укупно            | 1.952         | 2.037         |